# Oliver Bozanić
Oliver Bozanić (Sídney, 8 de enero de 1989) es un exfutbolista australiano que jugaba en la demarcación de centrocampista.

## Biografía
Tras formarse en las filas inferiores del club, en 2006 subió al primer equipo del Central Coast Mariners. Debutó en 2006, jugando dos goles, hasta que en 2007 fichó por el Reading FC, no disputando ningún partido. En 2009 se fue en calidad de cedido al Woking FC, Cheltenham Town FC y al Aldershot Town FC, hasta que en 2010 volvió a Australia para jugar de nuevo en el Central Coast Mariners. Durante las tres temporadas que jugó llegó a ganar la A-League en la temporada 2012-13. Finalmente, en 2013, fichó por el FC Luzern.

## Selección nacional
Fue llamado por primera vez por la selección de fútbol de Australia en agosto de 2009 para un partido amistoso contra Irlanda. Bozanić además llegó a ser incluido en la lista preliminar para jugar la Copa Asiática 2011.
Bozanić también capitaneó a la selección de fútbol sub-23 de Australia en su infructuoso camino para la clasificación para los Juegos Olímpicos de Londres 2012.
En octubre de 2013, Bozanić hizo su debut con la selección de fútbol absoluta de Australia en un partido contra Canadá.
Además fue elegido como uno de los 23 jugadores que disputarían la Copa Mundial de fútbol de 2014 para representar a la selección de fútbol de Australia bajo las órdenes de Ange Postecoglou.

## Clubes
| Club                           | País       | Año       | Partidos | Goles |
| ------------------------------ | ---------- | --------- | -------- | ----- |
| Central Coast Mariners         | Australia  | 2006-2007 | 2        | 0     |
| Reading F. C.                  | Inglaterra | 2007-2009 | 0        | 0     |
| Woking F. C. (cedido)          | Inglaterra | 2009      | 18       | 2     |
| Cheltenham Town F. C. (cedido) | Inglaterra | 2009      | 4        | 0     |
| Aldershot Town F. C. (cedido)  | Inglaterra | 2009-2010 | 27       | 3     |
| Central Coast Mariners         | Australia  | 2010-2013 | 84       | 3     |
| F. C. Luzern                   | Suiza      | 2013-2015 | 58       | 8     |
| Melbourne Victory F. C.        | Australia  | 2015-2017 | 63       | 7     |
| Ventforet Kofu                 | Japón      | 2017      | 15       | 1     |
| Melbourne City F. C.           | Australia  | 2018      | 9        | 0     |
| Heart of Midlothian F. C.      | Escocia    | 2018-2020 | 60       | 7     |
| Central Coast Mariners         | Australia  | 2020-2022 | 43       | 8     |
| Western Sydney Wanderers       | Australia  | 2022-2023 | 16       | 3     |
| Perth Glory F. C.              | Australia  | 2023-2024 | 9        | 1     |

## Palmarés

### Campeonatos nacionales
| Título   | Club                    | País      | Año  |
| -------- | ----------------------- | --------- | ---- |
| A-League | Central Coast Mariners  | Australia | 2013 |
| FFA Cup  | Melbourne Victory F. C. | Australia | 2015 |